# マティアス・オリベラ
- マティアス・オリヴェラ

マティアス・オリベラ・ミラモンテス（Mathías Olivera Miramontes,  1997年10月31日 - ）は、ウルグアイ・モンテビデオ出身のプロサッカー選手。セリエA・SSCナポリ所属。ウルグアイ代表。ポジションはDF。

## 経歴

### クラブ
2016年にナシオナル・モンテビデオのトップチームに昇格し、2月13日のCAリーベル・プレート戦でプロデビュー。2017年にセグンダ・ディビシオン・プロフェシオナル (2部)のCAアテナスに移籍、更に7月にトルコのガラタサライSKへの移籍が決まるも、後に破談。翌8月14日にスペインのヘタフェCFと6年契約を結んだ。
2018年7月4月にアルバセテ・バロンピエへのレンタル移籍が決まった。同年の第17節に行われた、CAオサスナ戦で加入後初ゴールを記録した。アルバセテへの半年間のレンタルでは15試合に出場し、冬の移籍市場でヘタフェに復帰。復帰後は左サイドバックのポジションでレギュラーに定着した。
2022年5月26日、移籍金1100万ユーロでセリエAのSSCナポリに移籍し、3年契約を交わした。

### 代表
2015年からU-20のウルグアイ代表に招集。2017 FIFA U-20ワールドカップでも主力として活躍し、4位入賞に貢献した。
2022年1月27日、パラグアイ代表との親善試合にてA代表での初キャップを刻んだ。
2024年6月8日、コパ・アメリカ2024に出場するウルグアイ代表メンバーに選出された。

## 代表歴

### 出場大会
- ウルグアイ代表
  - 2022 FIFAワールドカップ

### 試合数
- 国際Aマッチ 16試合 1得点（2022年-）[5]

| ウルグアイ代表 | 国際Aマッチ | 国際Aマッチ |
| 年             | 出場        | 得点        |
| -------------- | ----------- | ----------- |
| 2022           | 11          | 0           |
| 2023           | 5           | 1           |
| 2024           |             |             |
| 通算           | 16          | 1           |

## タイトル
ナポリ
- セリエA：2022-23